# أديب الحافظ
أديب الحافظ (13 يناير 1929 - 29 أغسطس 2013)، ممثل أردني.
ولد في عمان في منزل والده بشارع السلط الملك الحسين وكان بالقرب من مسجد التلهوني القديم.. ودرس منذ صغره في مدارس عمان منها ثانوية عمان التي كانت توجد في شارع الملك طلال في مكان سوق اليمنية المعروف الآن.. واكمل تعليمه المدرسي العالي في مدرسة السلط الثانوية
البداية الفنية عام 1944 أثناء دراسته في ثانوية عمان الوحيدة آنذاك ثم ثانوية السلط واشتراكه في النشاطات الفنية التي كان بشرف عليها مدرس الاجتماعيات الأستاذ وهيب الافيوني والذي تواصل معه بعد التخرج من خلال مسرحية أميرة الأندلس للشاعر أحمد شوقي في دور المعتمد بن عباد الأندلسي وهي إنتاج خاص للأستاذ وهيب الافيوني عام 1945م.
وتشرفت الأسرة الفنية آنذاك بحضور الملك عبد الله الأول لإحدى المسرحيات في الأربعينيات من القرن الماضي على مسرح البتراء في عمان بالإضافة إلى مسرحية (الأميرة سهاد) حيث تم تقديمها ضمن نشاطات نادي التعاون الثقافي في عمان.
عام 1964 اشترك في تأسيس أسرة المسرح الأردني مع الأستاذ هاني صنوبر وهو رائد المسرح الأردني وإحسان عماشة ونبيل المشيني وعمر قفاف ومارغو ملتجيان وقدموا باكورة أعمالهم من خلال (مسرحية الفخ) لروبرت توماس.
عام 1965 انضمت أسرة المسرح الأردني إلى دائرة الثقافة والفنون وتم إعادة عرض المسرحية المذكورة على مدرج سمير الرفاعي في الجامعة الأردنية وفي مدينة القدس أيضا.
عمل الفنان أديب الحافظ في إذاعة رام الله قبل تأسيس الإذاعة الأردنية وعمل في مئات المسلسلات والبرامج الإذاعية في الإذاعة الأردنية لمدة 45 عاماً وما يزيد عن 60مسلسلاً درامياً كان من أول الأعمال من تأليف أحمد العناني ثم مضافة أبو مفلح ومضافة الحاج مازن وشجرة الدر والخنساء وعبد الرحمن الكواكبي وأبو كامل (مسلسل) والعديد من الأعمال. ثم مسرحية أفول القمر، ومركب بلا صياد، ورجل القدر، وخالدة، وآباء وأبناء التي تم عرضها بحضور الملك حسين بن طلال المعظم في العام 1975، ومسرحية بيت الدمية، والمشكلة، ومهاجر بر سبان. 
وكان قد نال الحافظ عدة جوائز محلية وعربية تكريماً لجهوده الفنية.
والفنان أديب الحافظ تقاعد عن العمل الفني وفق قانون النقابة رقم (9/لسنة 1997) باعتباره من المؤسسين للحركة الفنية الأردنية.
على الصعيد الاسري لديه 4 أبناء وابنة، و 9 أحفاد.
وقد امضى الحافظ سنواته الأخيرة على سرير المرض جراء اصابته بالشلل، وعاده في منزله والمستشفى أكثر من وزير ثقافة ونقيب للفنانين بالإضافة إلى العديد من زملائه الفنانين الأردنيين والعرب. تواصلت مسيرة الحافظ في الفن منذ عقد الاربعينيات من القرن الفائت قدم خلالها الوانا متنوعة من فنون الأداء الدرامي من تمثيليات ومسلسلات تلفزيونية إضافة إلى أعمال مسرحية وبرامج ثقافية وترفيهية وتوعوية، جميعها كشفت عن طاقة بليغة كرسته كصاحب جهد متميز، له بصمته الخاصة في تاريخ الحركة الفنية الأردنية.

## وفاته
تُوفي يوم الخميس الموافق 29-8-2013 عن عمر يناهز 84 عاما بعد صراع طويل مع المرض ودفن في مقبرة أم الحيران.